# Маттео Міллі
Маттео Міллі (італ. Matteo Milli, 22 квітня 1989) — італійський плавець.